# In Your Mind
In Your Mind är det fjärde studioalbumet av den brittiske sångaren och låtskrivaren Bryan Ferry, släppt den 1 februari 1977. In Your Mind var det första av Ferrys soloalbum som bestod enbart av egenkomponerat material. Albumet nådde stor kommersiell framgång och fick guldcertifikat i Storbritannien.
Låtarna This Is Tomorrow och Tokyo Joe från albumet släpptes som singlar, den förstnämnda med höga listplaceringar i Storbritannien, Australien, Belgien, Nederländerna och Sverige. Även Tokyo Joe blev en hit i flera länder.

## Låtlista
Samtliga låtar skrivna av Bryan Ferry om inte annat anges.
| 1. | This Is Tomorrow    |  | 3:40 |
| 2. | All Night Operator  |  | 3:09 |
| 3. | One Kiss            |  | 3:36 |
| 4. | Love Me Madly Again |  | 7:26 |

| 5.           | Tokyo Joe    |                    | 3:56  |
| 6.           | Party Doll   |                    | 4:32  |
| 7.           | Rock Of Ages | Ferry/Chris Thomas | 4:31  |
| 8.           | In Your Mind |                    | 5:18  |
| Total längd: | Total längd: | Total längd:       | 36:05 |

## Medverkande
- Bryan Ferry – sång, keyboard
- John Porter – gitarr
- Paul Thompson – trummor
- John Wetton – elbas
- Chris Spedding – gitarr
- David Skinner – piano
- Ann Odell – stråkarrangemang
- Neil Hubbard – gitarr
- Mel Collins – saxofon, hornarrangemang
- Chris Mercer – saxofon, hornarrangemang
- Martin Drover – trumpet
- Ray Cooper – slagverk
- Morris Pert – slagverk
- Frankie Collins – körsång
- Paddie McHugh – körsång
- Dyan Birch – körsång
- Jacqui Sullivan – körsång
- Helen Chappell – körsång
- Doreen Chanter – körsång
- Preston Hayward
- Phil Manzanera – gitarr

## Listplaceringar
- Billboard 200, USA: #126[1]
- UK Albums Chart, Storbritannien: #5[2]
- VG-lista, Norge: #12[3]
- Topplistan, Sverige: #4[4]